# Liza Berggren
Liza Berggren, född 6 februari 1986, är en svensk fotomodell och vinnare av Miss World Sweden 2005. Berggren representade Sverige i Miss World samma år, där hon placerade sig på 21:a plats.